# 赵熙 (五代)
赵熙（？—947年3月19日），字绩巨，五代十国后唐、后晋官员，京兆府奉天县（今陕西省乾县）人，齐国公赵光逢的侄子。
赵熙起家担任秘书省校书郎，后唐天成年间，官至起居郎。多次上章言事，因称旨被任命为南省正郎。后晋天福年间，奉诏与张昭远等修《唐史》，终于成书。开运年间，由兵部郎中授右谏议大夫，赏赐他修史之功。契丹国入汴京，遣使到晋州让他搜刮豪民的钱财，以充行资。从受命之日，条制严密，赵熙出于衣冠之族，性情轻急，又怕契丹峻法，于是穷力搜刮，百姓甚苦。契丹以节度副使骆从朗知晋州事，大将药可俦杀骆从朗。百姓相率拿着武器在馆舍杀死赵熙。